# Eirene (Mond)
Eirene (auch Jupiter LVII) ist einer der kleineren Monde des Planeten Jupiter.

## Entdeckung
Eirene wurde am 6. Februar 2003 von Astronomen der Universität Hawaii entdeckt und erhielt vorläufig die Bezeichnung S/2003 J 5. Am 23. August 2019 wurde sie von der Internationalen Astronomische Union nach Eirene benannt, der Friedensgöttin in der griechischen Mythologie.

## Bahndaten
Eirene umkreist Jupiter in einem mittleren Abstand von 23,668 Mio. km in knapp 744 Tagen. Die Bahn weist eine Exzentrizität von 0,222 auf. Mit einer Neigung von 163,1° ist die Bahn retrograd, d. h., der Mond bewegt sich entgegen der Rotationsrichtung des Jupiter um den Planeten.
Aufgrund ihrer Bahneigenschaften wird Eirene der Carme-Gruppe, benannt nach dem Jupitermond Carme, zugeordnet.

## Physikalische Daten
Eirene besitzt einen Durchmesser von etwa 4 km. Ihre Dichte wird auf 2,6 g/cm³ geschätzt. Sie ist vermutlich überwiegend aus silikatischem Gestein aufgebaut. Sie weist eine sehr dunkle Oberfläche mit einer Albedo von 0,04 auf, d. h., nur 4 % des eingestrahlten Sonnenlichts werden reflektiert. Ihre scheinbare Helligkeit beträgt 22,4m.